# John Mitchell Kemble
John Mitchell Kemble (Londra, 2 aprile 1807 – Dublino, 26 marzo 1857) è stato un filologo e storico britannico.

## Biografia
Nasce a Londra nella famiglia teatrale Kemble: figlio di Charles Kemble, fratello di Fanny Kemble e nipote della celeberrima Sarah Siddons. 

Grazie agli insegnamenti del Dr Richardson, (autore del Dizionario della lingua inglese), e alla formazione classica ricevuta alla scuola di Bury St Edmunds, è ammesso al Trinity College di Cambridge dove si crea un'ottima reputazione. 
 A seguito dei suoi studi con i fratelli Grimm nel 1831 a Gottinga, si specializza nello studio della lingua inglese del periodo anglosassone  

Si sposa nel 1864 con la figlia del Professor Amadeus Wendt di Gottinga. Dal matrimonio nascono un figlio e due figlie, la maggiore delle quali diverrà moglie del cantante lirico Sir Charles Santley. 

Dal 1835 al 1844 dirige la British and Foreign Review. Tra le pubblicazioni degne di nota annovera: Beowulf (1833-1837), Uber die Stammtafcl der Westsachsen (1836), il Codex Diplomaticus Aevi Saxonici (1839-1848) e una monumentale Storia dei Sassoni in Inghilterra(1849), primo tentativo di un accurato esame delle fonti di quel periodo della storia inglese. Nel 1857 pubblica gli  State Papers and Correspondence illustrative of the Social and Political State of Europe from the Revolution to the Accession of the House of Hanover. 
 Muore a Dublino nel 1857.